# Jason Bateman
Jason Kent Bateman (* 14. leden 1969, New York, USA) je americký herec, režisér a filmový a televizní producent. Proslavil se především rolí Michaela Blutha v americkém sitcomu Arrested Development, za nějž získal ocenění Zlatý glóbus.
Svůj režisérský debut zaznamenal v komedii Sprosťárny (2013), v němž také účinkoval. Od té doby režíroval a účinkoval v dramatickém filmu Zvláštní příběh rodiny F (2015) a kriminálním dramatickém seriálu Ozark (2017–2022) společnosti Netflix. V roce 2019 získal za režii seriálu Ozark cenu Emmy a za výkon v tomtéž seriálu tři Ceny Sdružení filmových a televizních herců.

## Život
Bateman se narodil ve městě Rye v New Yorku, ale v jeho čtyřech letech se jeho rodina přestěhovala do Salt Lake City a od sedmi let vyrůstal v Los Angeles. Jeho matka, Victoria Elizabeth, byla letuška společnosti Pan Am a pocházela z Shrewsbury ve Spojeném království. Jeho otec, Kent Bateman, je americký herec, spisovatel a režisér. Jeho starší sestrou je herečka a režisérka Justine Bateman, má také tři nevlastní bratry.
Kvůli natáčení filmu Školák vlkodlak 2 nikdy nedokončil střední školu.
Od roku 2001 je jeho manželkou Amanda Anka, dcera kanadského zpěváka Paula Anky, s níž má dvě dcery.

## Filmografie – výběr

### Film
| Rok  | Název                     | Role                         | Poznámka                 |
| ---- | ------------------------- | ---------------------------- | ------------------------ |
| 2002 | Prostě sexy               | Roger Donahue                |                          |
| 2004 | Vybíjená                  | Pepper Brooks                |                          |
| 2006 | The Break-Up              | Mark Riggleman               |                          |
| 2006 | Sejmi eso                 | Rupert "Rip" Reed            |                          |
| 2006 | Arthur a Minimojové       | Darkos (hlas)                |                          |
| 2007 | Juno                      | Mark Loring                  |                          |
| 2007 | Říše hraček               | Henry Weston/Mutant          |                          |
| 2008 | Tropická bouře            | sám sebe                     | cameo                    |
| 2009 | Umění lhát                | Doktor                       |                          |
| 2009 | Lítám v tom               | Craig Gregory                |                          |
| 2009 | Trable v ráji             | Jason Smith                  |                          |
| 2009 | Na odstřel                | Dominic Foy                  |                          |
| 2010 | Záměna                    | Wally Mars                   |                          |
| 2011 | Šéfové na zabití          | Nick Hendricks               |                          |
| 2011 | V cizí kůži               | Dave Lockwood / Mitch Planko |                          |
| 2013 | Z cizího krev neteče      | Sandy Patterson              |                          |
| 2013 | Sprosťárny                | Guy Trilby                   | také režisér a producent |
| 2014 | Šéfové na zabití 2        | Nick Hendricks               |                          |
| 2014 | Co by kdyby               | Judd Altman                  |                          |
| 2015 | Zvláštní příběh rodiny F  | Baxter Fang                  | také režisér a producent |
| 2015 | Dárek                     | Simon                        |                          |
| 2016 | Zootropolis: Město zvířat | Nicholas "Nick" Wilde (hlas) |                          |
| 2016 | Centrální inteligence     | Trevor Olsen                 |                          |
| 2016 | Pařba o Vánocích          | Josh Parker                  |                          |
| 2018 | Noční hra                 | Max Davis                    | také producent           |
| 2023 | Air: Zrození legendy      | Rob Strasser                 |                          |